# Piscacris robertsi
Piscacris robertsi is een rechtvleugelig insect uit de familie Pyrgomorphidae. De wetenschappelijke naam van deze soort is voor het eerst geldig gepubliceerd in 1964 door Kevan, Singh & Akbar.